# Marcos Ordóñez
Marcos Ordóñez (Barcelona, 1957) es un crítico teatral, escritor y profesor español.

## Biografía
En 1988 publicó su primera novela, titulada El signo de los tiempos (Plaza & Janés).
Escribió la obra La noche de Eldorado, que fue llevada al escenario en 1991.
Desde 1994 es profesor asociado de Guion cinematográfico y Dirección de actores del Departamento de Audiovisuales de la Universidad Pompeu Fabra de Barcelona.
En 1997 su novela Rancho aparte recibió una mención especial del jurado del Premio Nadal (que ese año ganó Carlos Cañeque, con Lorenzo Silva como finalista). Rancho aparte está ambientada en la Barcelona de la década de 1950 y fue publicada por la editorial Destino.
Desde 2001 es crítico teatral del diario El País y colaborador del suplemento cultural Babelia.
Parte de su obra tiene un fuerte componente autobiográfico. Así, en A cualquiera puede sucederle relata el mundo de sus abuelos; Una vuelta por el Rialto es, en sus palabras, autobiografía literaria. Otras tres piezas, Turismo interior, Gaseosa en la cabeza y Un jardín abandonado por los pájaros, también tienen elementos personales de Ordóñez.

## Obra
- Gato Pérez, la rumba como ética (biografía), Ediciones Júcar, 1987.[6]
- El signo de los tiempos (novela), Plaza & Janés, 1988.[2]
- A cualquiera puede sucederle (novela), Plaza & Janés, 1990.
- La esencia del guaguancó (relatos), Ediciones Versal, 1991.
- Una vuelta por el Rialto (memorias), Anagrama, 1994.
- Molta comèdia. Croniques de teatre 1987−1995 (críticas), Edicions La Campana, 1996.
- Rancho aparte (novela), Ediciones Destino, 1997.
- La bestia anda suelta: ¡Alex de la Iglesia lo cuenta todo! (biografía), Glenat Ediciones, 1997.
- Puerto Ángel (novela), Ediciones Destino, 2000.
- Tarzán en Acapulco (novela), Ediciones Destino, 2001.
- Comedia con fantasmas (novela), Plaza & Janés, 2002.
- con Nuria Espert: De aire y fuego (biografía), Aguilar, 2002.
- A pie de obra: Escritos sobre teatro (críticas), Alba Editorial, 2003.
- Beberse la vida: Ava Gardner en España (biografía), Aguilar, 2004.[7]
- Detrás del hielo (novela), Bruguera, 2006.[2]
- Ronda del Gijón: una época de la historia de España (biografía), Aguilar, 2007.
- Alfredo el Grande. Vida de un cómico: Landa lo cuenta todo (biografía), Aguilar, 2008.
- Turismo interior (relatos), Lumen, 2010.
- Telón de fondo: Algunas cosas que aprendí en el teatro (memorias), El Aleph Editores, 2011.
- Un jardín abandonado por los pájaros (memorias), El Aleph Editores, 2013.[8]
- Big Time: la gran vida de Perico Vidal (biografía), Libros del Asteroide, 2014.[9]
- Juegos reunidos (memorias), Libros del Asteroide, 2016.[10]
- Una cierta edad (dietarios 2011−2016), Anagrama, 2019.
- Una joven pareja (novela), Pepitas de Calabaza, 2021.[11]